# 2. česká fotbalová liga
Národní Liga, od sezóny 2024/2025 sponzorským názvem Chance Národní Liga, je fotbalová soutěž pořádaná na území České republiky. Jde o druhou nejvyšší soutěž v systému fotbalových soutěží v Česku, která se hraje od sezóny 1993/94. Během zimní přestávky 2012/2013 byla soutěž přejmenována na Fotbalovou národní ligu. Od července 2016 je pořádána Ligovou fotbalovou asociací (do té doby byla řízena Fotbalovou asociací ČR).
Soutěž je zimní přestávkou rozdělena na dvě hrací období. První hrací období probíhá ve druhé polovině kalendářního roku. Je nazýváno „podzimní část“, začíná na přelomu července a srpna, a končí na konci listopadu.
Druhá část sezony trvá od začátku března do konce května. Tato část, kdy se rozhoduje o konečné podobě tabulky, nese název „jarní“.
Účastní se jí 16 týmů, každý s každým hraje jednou na domácím hřišti a jednou na hřišti soupeře. Celkem se tedy hraje 30 kol. Mistrovský titul získává tým s nejvyšším počtem bodů v tabulce. Ten také získává přímý postup do první ligy, kde nahradí celek, který skončil na posledním 16. místě. Druhý a třetí tým druhé ligy pak postupují do baráže o účast v 1. lize. V ní se vicemistr druhé ligy utká v dvojzápase s týmem, který v první lize skončil na předposledním 15. místě a třetí tým druhé ligy čeká dvojutkání s týmem, který skončil v první lize čtrnáctý. Sestupují poslední dva týmy do ČFL nebo MSFL podle své regionální příslušnosti (tj. do ČFL může sestoupit 0 až 2 českých týmů, do MSFL 0 až 2 moravskoslezských týmů). Od sezóny 2027/28 budou muset kluby disponovat stadionem s umělým osvětlením a vyhříváním trávníku.

## Vítězové soutěže
| Ročník  | Mistr soutěže                       | Vicemistr soutěže           |
| ------- | ----------------------------------- | --------------------------- |
| 1993/94 | TJ Sklobižu Jablonec nad Nisou      | FK Švarc Benešov            |
| 1994/95 | FC Slovácká Slavie Uherské Hradiště | FC Kaučuk Opava             |
| 1995/96 | FC Karviná                          | FK Teplice                  |
| 1996/97 | FC Dukla                            | AFK Atlantic Lázně Bohdaneč |
| 1997/98 | FK Chmel Blšany                     | FC Karviná                  |
| 1998/99 | FC Bohemians Praha                  | SK České Budějovice         |
| 1999/00 | FC Synot Staré Město                | FC Viktoria Plzeň           |
| 2000/01 | SK Hradec Králové                   | SFC Opava                   |
| 2001/02 | SK České Budějovice                 | FC Tescoma Zlín             |
| 2002/03 | FC Viktoria Plzeň                   | SFC Opava                   |
| 2003/04 | FK Mladá Boleslav                   | 1. FK Drnovice              |
| 2004/05 | FK SIAD Most                        | FC Vysočina Jihlava         |
| 2005/06 | SK Kladno                           | SK Dynamo České Budějovice  |
| 2006/07 | FK Viktoria Žižkov                  | Bohemians Praha 1905        |
| 2007/08 | FK Bohemians Praha                  | FK Marila Příbram           |
| 2008/09 | Bohemians Praha 1905                | FC Zenit Čáslav             |
| 2009/10 | FC Hradec Králové                   | FK Ústí nad Labem           |
| 2010/11 | FK Dukla Praha                      | FK Viktoria Žižkov          |
| 2011/12 | FK Ústí nad Labem                   | FC Vysočina Jihlava         |
| 2012/13 | 1. SC Znojmo                        | Bohemians Praha 1905        |
| 2013/14 | SK Dynamo České Budějovice          | FC Hradec Králové           |
| 2014/15 | SK Sigma Olomouc                    | FK Varnsdorf                |
| 2015/16 | MFK Karviná                         | FC Hradec Králové           |
| 2016/17 | SK Sigma Olomouc                    | FC Baník Ostrava            |
| 2017/18 | SFC Opava                           | 1. FK Příbram               |
| 2018/19 | SK Dynamo České Budějovice          | FC Vysočina Jihlava         |
| 2019/20 | FK Pardubice                        | FC Zbrojovka Brno           |
| 2020/21 | FC Hradec Králové                   | SK Líšeň                    |
| 2021/22 | FC Zbrojovka Brno                   | FC Sellier & Bellot Vlašim  |
| 2022/23 | MFK Karviná                         | MFK Vyškov                  |
| 2023/24 | FK Dukla Praha                      | SK Sigma Olomouc B          |
| 2024/25 | FC Zlín                             | MFK Chrudim                 |

Poznámky
1. ↑  FC Bohemians Praha nahradili v 1. lize FC Union Cheb
2. ↑  FC Viktoria Plzeň nahradila v 1. lize 1. FK Drnovice
3. ↑  1. FC Slovácko nahradilo v 1. lize FC Zenit Čáslav
4. ↑  FC Zbrojovka Brno nahradila v 1. lize FK Ústí nad Labem
5. ↑  Varnsdorf následně kvůli nevyhovujícím parametrům svého stadionu práva postupu do vyšší soutěže nevyužil a místo něho postoupil Zlín.[4]
6. ↑  Pokud „B“ družstvo skončí na 1. až 3. (resp. v případě uplatnění níže popsaného pravidla o Redukovaném pořadí potenciálně až na 6.) místě II. ligy, nepostupuje ani nezískává právo účasti v baráži.[5]

## Týmy a stadiony
| Klub                       | Město            | Stadiony                              | Kapacita |
| -------------------------- | ---------------- | ------------------------------------- | -------- |
| 1. SK Prostějov            | Prostějov        | Stadion Za Místním nádražím           | 3 500    |
| AC Sparta Praha B          | Praha            | Stadion FK Viktoria Žižkov            | 3 327    |
| FC Baník Ostrava B         | Ostrava          | Městský stadion v Ostravě-Vítkovicích | 15 081   |
| FC Sellier & Bellot Vlašim | Vlašim           | Stadion v Kollárově ulici             | 1 200    |
| FC SILON Táborsko          | Tábor            | Stadion v Kvapilově ulici             | 2 000    |
| FC Vysočina Jihlava        | Jihlava          | Stadion v Jiráskově ulici             | 4 025    |
| FC Zbrojovka Brno          | Brno             | ADAX INVEST Arena                     | 10 200   |
| FK VIAGEM Ústí nad Labem   | Ústí nad Labem   | Městský stadion Ústí nad Labem        | 4 000    |
| FK Viktoria Žižkov         | Praha            | Stadion FK Viktoria Žižkov            | 3 327    |
| FK Příbram                 | Příbram          | Na Litavce                            | 9 100    |
| MFK Chrudim                | Pardubice        | CFIG Aréna                            | 4 620    |
| SK Artis Brno              | Brno             | ADAX INVEST Arena                     | 10 200   |
| SK Dynamo České Budějovice | České Budějovice | Střelecký ostrov                      | 6 681    |
| SK Hanácká Slavia Kroměříž | Kroměříž         | Stadion Jožky Silného                 | 1 569    |
| SK Slavia Praha B          | Praha            | Atletický stadion SC Radotín          | 3 600    |
| Slezský FC Opava           | Opava            | Městský stadion Opava                 | 7 550    |

## Nejlepší střelci
| Ročník  | Střelec              | Klub                       | Branky |
| ------- | -------------------- | -------------------------- | ------ |
| 1993/94 | Tibor Mičinec        | FC Švarc Benešov           | 18     |
| 1994/95 | Bedřich Hamsa        | FC LeRK Brno               | 22     |
| 1995/96 | Patrik Holomek       | SK Tatran Poštorná         | 16     |
| 1996/97 | Václav Koloušek      | FC Dukla Praha             | 18     |
| 1997/98 | Vítězslav Tuma       | FC Karviná                 | 19     |
| 1998/99 | Patrik Holomek       | FC Synot Staré Město       | 18     |
| 1999/00 | Vladimír Malár       | FC Synot Staré Město       | 24     |
| 2000/01 | Pavel Černý st.      | SK Hradec Králové          | 17     |
| 2001/02 | Radek Drulák         | 1. HFK Olomouc             | 16     |
| 2002/03 | Petr Švancara        | SFC Opava                  | 20     |
| 2003/04 | Tomáš Kaplan         | FC Vysočina Jihlava        | 10     |
| 2003/04 | Roman Bednář         | FK Mladá Boleslav          | 10     |
| 2003/04 | Vojtěch Schulmeister | SK Sigma Olomouc „B“       | 10     |
| 2004/05 | Horst Siegl          | FK SIAD Most               | 16     |
| 2005/06 | Petr Faldyna         | Kunovice 13/Č. Bud. 6      | 19     |
| 2006/07 | Petr Faldyna         | FC Vysočina Jihlava        | 15     |
| 2007/08 | Petr Faldyna         | FC Vysočina Jihlava        | 13     |
| 2008/09 | Martin Jirouš        | FK Baník Sokolov           | 18     |
| 2009/10 | Pavel Černý ml.      | FC Hradec Králové          | 14     |
| 2009/10 | Dani Chigou          | FK Dukla Praha             | 14     |
| 2009/10 | Karel Kroupa         | FC Tescoma Zlín            | 14     |
| 2010/11 | Dani Chigou          | FK Dukla Praha             | 19     |
| 2011/12 | Jiří Mlika           | FK Baník Most              | 12     |
| 2011/12 | Miloslav Strnad      | FK Baník Sokolov           | 12     |
| 2011/12 | Stanislav Tecl       | FC Vysočina Jihlava        | 12     |
| 2012/13 | Lukáš Železník       | FC Fastav Zlín             | 13     |
| 2013/14 | David Vaněček        | FC Hradec Králové          | 17     |
| 2014/15 | Václav Vašíček       | SK Sigma Olomouc           | 13     |
| 2015/16 | Jan Pázler           | FC Hradec Králové          | 17     |
| 2016/17 | Jakub Plšek          | SK Sigma Olomouc           | 18     |
| 2017/18 | Jan Pázler           | FC Hradec Králové          | 21     |
| 2018/19 | David Ledecký        | SK Dynamo České Budějovice | 18     |
| 2019/20 | Stanislav Klobása    | FC Vysočina Jihlava        | 17     |
| 2020/21 | Jaroslav Málek       | SK Líšeň                   | 13     |
| 2021/22 | Jakub Řezníček       | FC Zbrojovka Brno          | 18     |
| 2022/23 | Tomáš Wágner         | FK Příbram                 | 17     |
| 2023/24 | Jakub Řezníček       | FC Zbrojovka Brno          | 13     |
| 2024/25 | Tomáš Necid          | FK Viktoria Žižkov         | 17     |

Poznámky:
- Nejlepším druholigovým střelcem v samostatné historii České republiky je Petr Faldyna s 95 brankami – platné po konci sezony 2021/22.

### Vícenásobní vítězové
- 3 – Petr Faldyna (2005/06, 2006/07 a 2007/08 – v řadě)
- 2 – Patrik Holomek (1995/96 a 1998/99)
- 2 – Dani Chigou (2009/10 společně s Pavlem Černým ml. a Karlem Kroupou ml. a 2010/11)
- 2 – Jan Pázler (2015/16 a 2017/18)
- 2 – Jakub Řezníček (2021/22 a 2023/24)